# Younghoe Koo
(en) Statistiques sur pro-football-reference
Younghoe Koo, né le 3 août 1994 à Séoul, est un joueur sud-coréen de football américain évoluant au poste de kicker pour les Falcons d'Atlanta.